# 吳蘭芬
吳蘭芬，字潤生，號芬木，贵州大方人，晚清政治人物。

## 生平
道光三十年（1850年）庚戌科進士，二甲六十二名，选庶吉士，散館改內閣中書，官至廣西知府。